# جکسنویل (اورگن)
جکسنویل (به انگلیسی: Jacksonville) شهری در شهرستان کلکمس ایالت اورگن است و در سرشماری سال ۲۰۱۱ میلادی، ۲٬۶۹۵ نفر جمعیت داشته که نسبت به سال ۲۰۱۰، ۰٫۵۴ درصد رشد جمعیت داشته‌است.

## موقعیت جغرافیایی
موقعیت جغرافیایی شهرها و مناطق اطراف به شرح زیر است: